# Ústav archeologické památkové péče středních Čech

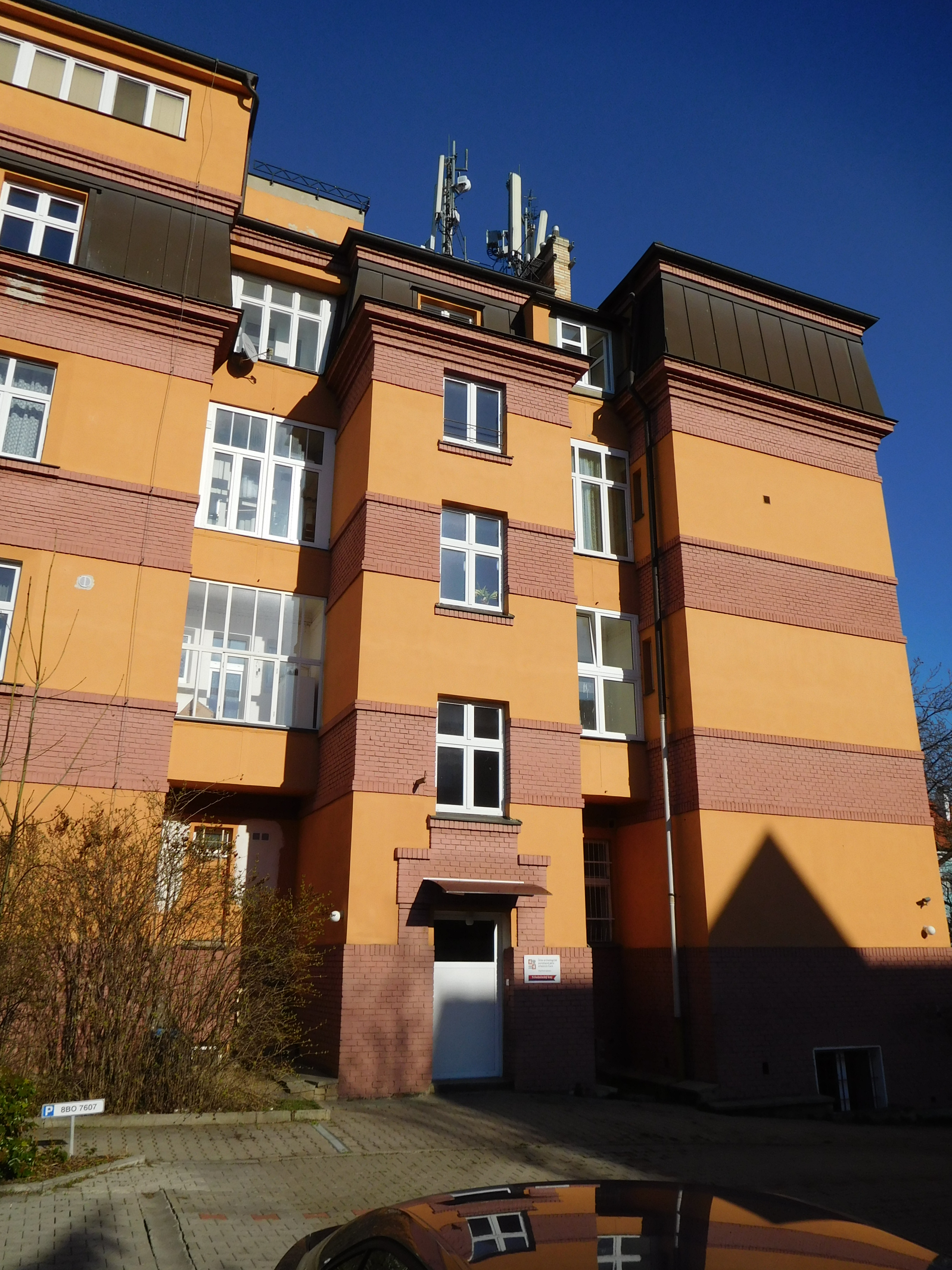
Vchod do budovy ÚAPPSČ

Ústav archeologické památkové péče středních Čech (zkratka: ÚAPPSČ) je příspěvková organizace, jejímž posláním je vykonávání aktivní památkové péče v rámci regionu Středočeského kraje.

## Historie organizace

### 1993–2001
Ústav archeologické památkové péče středních Čech vznikl na základě rozhodnutí ministra kultury číslo 6/1993 ke dni 31. března 1993 jako důsledek změn v koncepci památkové péče na území České republiky. Podle dohody mezi Ministerstvem kultury České republiky a Archeologickým ústavem Akademie věd České republiky měla být přenesena část práv a povinností Archeologického ústavu AV ČR na zamýšlenou a nově zakládanou síť Ústavů archeologické památkové péče. Úkolem těchto specializovaných regionálních pracovišť měla být nepřetržitá organizační, terénní, zpracovatelská, školitelská, publikační a výstavní činnost. Základem každého takovéhoto Ústavu archeologické památkové péče měli být zaměstnanci záchranného oddělení Archeologického ústavu AV ČR doplnění o technicko–hospodářské pracovníky (THP). Zřizovatelem a finančním zdrojem všech plánovaných Ústavů archeologické památkové péče  měl být stát. Z takto koncipované sítě Ústavů archeologické památkové péče nakonec byla realizována jen tři regionální pracoviště:
- Ústav archeologické památkové péče severozápadních Čech v Mostě;
- Ústav archeologické památkové péče Brno a
- Ústav archeologické památkové péče středních Čech.[1]

### Po roce 2001
V roce 2001 došlo ke strukturálním změnám ve správním systému České republiky, byl vytvořen krajský samosprávný systém a v souladu se Zákonem číslo 157/2000 pak přešel ÚAPPSČ do působnosti Středočeského kraje. Ústav archeologické památkové péče středních Čech je od 1. dubna 2001 samostatnou jednotkou (s právní subjektivitou) zřízenou Středočeským krajem a jím je též coby příspěvková organizace i financován.  Prvním ředitelem ÚAPPSČ byl PhDr. Vladimír Čtverák, od roku 2007 stojí v čele organizace ředitelka Mgr. Irena Benková. Ke konci roku 2020 měl ÚAPPSČ 23 archeologů a 8 administrativních a laboratorních pracovníků rozmístěných na celkem čtyřech pracovištích v regionu Středočeského kraje:
- Ústav archeologické památkové péče středních Čech Praha;[4][pozn. 1]
- Ústav archeologické památkové péče středních Čech Kounice (budova bývalé panské hospody);[4][pozn. 2]
- Ústav archeologické památkové péče středních Čech Nižbor;[4][pozn. 3]
- Ústav archeologické památkové péče středních Čech, Centrální depozitář Benátky nad Jizerou.[4][pozn. 4]

## Logo
Jeden z archeologických nálezů učiněných pracovníky ÚAPPSČ koncem dubna 2013 během archeologického průzkumu před výstavbou nové opěrné zdi v Ptácké ulici v Mladé Boleslavi – malá bronzová plastika slunečního koníka z doby halštatské – se v roce 2016 stala grafickou součástí loga Ústavu archeologické památkové péče středních Čech.

## Cíle a úkoly
Úkolem ÚAPPSČ je identifikace a ochrana archeologických situací (lokací) tak, aby nedošlo k jejich ohrožení ani zničení ještě dříve, než budou vykopány, zdokumentovány a technicky ošetřeny a případné movité nálezy z lokalit vyjmuty, zakonzervovány a bezpečně uloženy (depozitáře, muzea). Následným úkolem pracovníků ÚAPPSČ je rovněž vědecké zhodnocení zjištěných skutečností a jejich odborné publikování. Veřejnost je s výsledky badatelské archeologické činnosti ÚAPPSČ seznamována na popularizačním webu Cesty archeologie, v článcích, na přednáškách a na stálých či sezónních výstavách. Výstavy pro širokou veřejnost a vzdělávací programy pro žáky škol se konají v Informačním centru keltské kultury na zámku Nižbor, které slouží jako výstavní prostor Ústavu archeologické památkové péče středních Čech.

### Záchranná archeologie (shrnutí)
V oblasti aktivní záchranné archeologie vykonává ÚAPPSČ následující činnosti, jimiž jsou:
- Archeologická péče o regiony Středočeského kraje;
- provádění záchranných archeologických výzkumů hrazených i nehrazených stavebníkem;
- vypracování odborných stanovisek a vyjádření k lokalitám s archeologickými nálezy;
- vydávání vyjádření k územně plánovací dokumentaci zpracovávané pro potřeby orgánů veřejné správy a
- vydávání potvrzení o splnění podmínky archeologie podle § 22 odst. 2 památkového zákona (tzv. expertní listy).[1]

### Další odborné aktivity (shrnutí)
Kromě aktivní záchranné archeologie se ÚAPPSČ věnuje i dalším aktivitám, jenž lze shrnout pod společné označení odborné, jsou jimi:
- Letecká a povrchová prospekce;
- vydávání odborného časopisu Archeologie ve středních Čechách a publikování příležitostné monografie;
- zajišťování provozu Informačního centra keltské kultury na zámku Nižbor;
- výstavní činnost;
- vzdělávání a programy pro školy;
- pořádání konferencí a přednášek a
- popularizace archeologie na webu Cesty archeologie.[1]